# Ніколас Бурдіссо
Ніколас Бурдіссо (ісп. Nicolás Burdisso, нар. 12 квітня 1981, Альтос-де-Чіпіон) — аргентинський футболіст, центральний захисник. Має молодшого брата Гільєрмо, який також є футболістом.

## Клубна кар'єра
Вихованець футбольної школи клубу «Бока Хуніорс». Дорослу футбольну кар'єру розпочав 1999 року в основній команді того ж клубу, в якій провів п'ять сезонів, взявши участь у 95 матчах чемпіонату. За цей час двічі виборював титул чемпіона Аргентини, став триразовим володарем Кубка Лібертадорес та дворазовим володарем Міжконтинентального кубка.
Своєю грою за цю команду привернув увагу представників тренерського штабу італійського «Інтернаціонале», до складу якого приєднався влітку 2004 року, підписавши чотирирічний контракт. Відіграв за «нераззуррі» наступні п'ять сезонів своєї ігрової кар'єри. За цей час чотири рази ставав чемпіоном Італії і володарем Суперкубка Італії, а також двічі вигравав Кубок Італії.
22 серпня 2009 року перейшов на правах оренди в столичну «Рому». Ніколас допоміг команді зайняти друге місце в чемпіонаті і 28 серпня 2010 року «Рома» повністю викупила трансфер футболіста за 8 млн євро. 2015 року став гравцем іншої італійської команди, «Дженоа».

## Виступи за збірну
2001 року залучався до складу молодіжної збірної Аргентини, у складі якої зіграв на домашньому молодіжному чемпіонаті світу 2001 року, де разом із збірною став переможцем.
2004 року у складі Аргентини U-23 був учасником Олімпійських ігор в Афінах, на яких разом із збірною здобув золоті медалі.
31 січня 2003 року дебютував в офіційних матчах у складі національної збірної Аргентини. 
У складі збірної був учасником чемпіонату світу 2006 року у Німеччині, розіграшу Кубка Америки 2007 року у Венесуелі, де разом з командою здобув «срібло», чемпіонату світу 2010 року у ПАР та домашнього розіграшу Кубка Америки 2011 року.
Наразі провів у формі головної команди країни 43 матчі, забивши 2 голи.

## Статистика виступів

### Статистика клубних виступів
Статистика станом на 5 січня 2016 року.
| Сезон              | Команда            | Чемпіонат          | Чемпіонат | Чемпіонат | Національний кубок | Національний кубок | Національний кубок | Континентальні кубки | Континентальні кубки | Континентальні кубки | Інші змагання | Інші змагання | Інші змагання | Усього | Усього |
| Сезон              | Команда            | Ліга               | Ігор      | Голів     | Ліга               | Ігор               | Голів              | Ліга                 | Ігор                 | Голів                | Ліга          | Ігор          | Голів         | Ігор   | Голів  |
| ------------------ | ------------------ | ------------------ | --------- | --------- | ------------------ | ------------------ | ------------------ | -------------------- | -------------------- | -------------------- | ------------- | ------------- | ------------- | ------ | ------ |
| 1999-00            | «Бока Хуніорс»     | ПД                 | 10        | 0         | —                  | —                  | —                  | —                    | —                    | —                    | —             | —             | —             | 10     | 0      |
| 2000-01            | «Бока Хуніорс»     | ПД                 | 17        | 2         | —                  | —                  | —                  | —                    | —                    | —                    | —             | —             | —             | 17     | 2      |
| 2001-02            | «Бока Хуніорс»     | ПД                 | 26        | 1         | —                  | —                  | —                  | —                    | —                    | —                    | —             | —             | —             | 26     | 1      |
| 2002-03            | «Бока Хуніорс»     | ПД                 | 31        | 0         | —                  | —                  | —                  | —                    | —                    | —                    | —             | —             | —             | 31     | 0      |
| 2003-04            | «Бока Хуніорс»     | ПД                 | 11        | 0         | —                  | —                  | —                  | —                    | —                    | —                    | —             | —             | —             | 11     | 0      |
| Всього за «Боку»   | Всього за «Боку»   | Всього за «Боку»   | 95        | 3         |                    |                    |                    |                      |                      |                      |               |               |               | 95     | 3      |
| 2004-05            | «Інтернаціонале»   | A                  | 8         | 0         | КІ                 | 4                  | 0                  | ЛЧ                   | 3                    | 0                    | —             | —             | —             | 15     | 0      |
| 2005-06            | «Інтернаціонале»   | A                  | 17        | 0         | КІ                 | 6                  | 0                  | ЛЧ                   | 4                    | 0                    | —             | —             | —             | 27     | 0      |
| 2006-07            | «Інтернаціонале»   | A                  | 24        | 2         | КІ                 | 7                  | 4                  | ЛЧ                   | 5                    | 0                    | —             | —             | —             | 36     | 6      |
| 2007-08            | «Інтернаціонале»   | A                  | 24        | 1         | КІ                 | 6                  | 0                  | ЛЧ                   | 2                    | 0                    | СІ            | 1             | 0             | 33     | 1      |
| 2008-09            | «Інтернаціонале»   | A                  | 21        | 1         | КІ                 | 3                  | 0                  | ЛЧ                   | 4                    | 0                    | СІ            | 1             | 0             | 29     | 1      |
| Усього за «Інтер»  | Усього за «Інтер»  | Усього за «Інтер»  | 94        | 4         |                    | 26                 | 4                  |                      | 18                   | 0                    |               | 2             | 0             | 140    | 8      |
| 2009-10            | «Рома»             | A                  | 33        | 2         | КІ                 | 5                  | 0                  | ЛЄ                   | 6                    | 0                    |               |               |               | 44     | 2      |
| 2010-11            | «Рома»             | A                  | 27        | 2         | КІ                 | 4                  | 0                  | ЛЧ                   | 8                    | 0                    |               |               |               | 39     | 2      |
| 2011-12            | «Рома»             | A                  | 10        | 1         | КІ                 | 0                  | 0                  | ЛЄ                   | 2                    | 0                    | —             | —             | —             | 12     | 1      |
| 2012-13            | «Рома»             | A                  | 25        | 1         | КІ                 | 4                  | 0                  | —                    | —                    | —                    | —             | —             | —             | 29     | 1      |
| 2013-14            | «Рома»             | A                  | 5         | 0         | КІ                 | 1                  | 0                  | —                    | —                    | —                    | —             | —             | —             | 6      | 0      |
| Усього за «Рому»   | Усього за «Рому»   | Усього за «Рому»   | 101       | 6         |                    | 14                 | 0                  |                      | 16                   | 0                    |               |               |               | 131    | 6      |
| 2014               | «Дженоа»           | A                  | 15        | 0         | КІ                 | 0                  | 0                  | —                    | —                    | —                    | —             | —             | —             | 15     | 0      |
| 2014-15            | «Дженоа»           | A                  | 30        | 0         | КІ                 | 1                  | 0                  | —                    | —                    | —                    | —             | —             | —             | 31     | 0      |
| 2015-16            | «Дженоа»           | A                  | 15        | 0         | КІ                 | 1                  | 0                  | —                    | —                    | —                    | —             | —             | —             | 16     | 0      |
| Усього за «Дженоа» | Усього за «Дженоа» | Усього за «Дженоа» | 60        | 0         |                    | 2                  | 0                  |                      |                      |                      |               |               |               | 62     | 0      |
| Усього за кар'єру  | Усього за кар'єру  | Усього за кар'єру  | 364       | 14        |                    | 40                 | 4                  |                      | 85                   | 2                    |               | 2             | 0             | 491    | 20     |

### Статистика виступів за збірну
| Дата       | Місто                  | Господарі  | Результат             | Гості                | Турнір                          | Голи | Примітки |
| ---------- | ---------------------- | ---------- | --------------------- | -------------------- | ------------------------------- | ---- | -------- |
| 31/01/2003 | Буенос-Айрес           | Аргентина  | 3 – 1                 | Гондурас             | товариський матч                | -    |          |
| 30/03/2004 | Буенос-Айрес           | Аргентина  | 1 – 0                 | Еквадор              | Відбір до ЧС 2006               | -    |          |
| 11/08/2004 | Патри                  | Аргентина  | 2 – 0                 | Туніс                | ОІ 2004 - 1-й етап              | -    |          |
| 17/08/2004 | Пірей                  | Аргентина  | 1 – 0                 | Австралія            | ОІ 2004 - 1-й етап              | -    |          |
| 21/08/2004 | Патри                  | Аргентина  | 4 – 0                 | Коста-Рика           | ОІ 2004 - чвертьфінал           | -    |          |
| 26/03/2005 | Ла-Пас                 | Болівія    | 1 – 2                 | Аргентина            | Відбір до ЧС 2006               | -    |          |
| 01/03/2006 | Базель                 | Аргентина  | 2 – 3                 | Хорватія             | товариський матч                | -    |          |
| 30/05/2006 | Салерно                | Аргентина  | 2 – 0                 | Ангола               | товариський матч                | -    |          |
| 10/06/2006 | Гамбург                | Аргентина  | 2 – 1                 | Кот-д'Івуар          | ЧС 2006 - 1-й етап              | -    |          |
| 16/06/2006 | Гельзенкірхен          | Аргентина  | 6 – 0                 | Сербія та Чорногорія | ЧС 2006 - 1-й етап              | -    |          |
| 21/06/2006 | Франкфурт-на-Майні     | Нідерланди | 0 – 0                 | Аргентина            | ЧС 2006 - 1-й етап              | -    |          |
| 07/02/2007 | Париж                  | Франція    | 0 – 1                 | Аргентина            | товариський матч                | -    |          |
| 05/06/2007 | Барселона              | Аргентина  | 4 – 3                 | Алжир                | товариський матч                | -    |          |
| 05/07/2007 | Баркісімето            | Аргентина  | 1 – 0                 | Парагвай             | Копа Америка 2007 - 1-й етап    | -    |          |
| 22/08/2007 | Осло                   | Норвегія   | 2 – 1                 | Аргентина            | товариський матч                | -    |          |
| 11/09/2007 | Мельбурн               | Австралія  | 0 – 1                 | Аргентина            | товариський матч                | -    |          |
| 16/10/2007 | Маракайбо              | Венесуела  | 0 – 2                 | Аргентина            | Відбір до ЧС 2010               | -    |          |
| 26/03/2008 | Каїр                   | Єгипет     | 0 – 2                 | Аргентина            | товариський матч                | 1    |          |
| 04/06/2008 | Сан-Дієго (Каліфорнія) | Аргентина  | 4 – 1                 | Мексика              | товариський матч                | 1    |          |
| 08/06/2008 | Сан-Дієго (Каліфорнія) | США        | 0 – 0                 | Аргентина            | товариський матч                | -    |          |
| 15/06/2008 | Буенос-Айрес           | Аргентина  | 1 – 1                 | Еквадор              | Відбір до ЧС 2010               | -    |          |
| 18/06/2008 | Белу-Оризонті          | Бразилія   | 0 – 0                 | Аргентина            | Відбір до ЧС 2010               | -    |          |
| 20/08/2008 | Мінськ                 | Білорусь   | 0 – 0                 | Аргентина            | товариський матч                | -    |          |
| 11/10/2008 | Буенос-Айрес           | Аргентина  | 2 – 1                 | Уругвай              | Відбір до ЧС 2010               | -    |          |
| 15/10/2008 | Сантьяго               | Чилі       | 1 – 0                 | Аргентина            | Відбір до ЧС 2010               | -    |          |
| 03/03/2010 | Берлін                 | Німеччина  | 0 – 1                 | Аргентина            | товариський матч                | -    |          |
| 13/06/2010 | Кейптаун               | Аргентина  | 1 – 0                 | Нігерія              | ЧС 2010 - 1-й етап              | -    |          |
| 17/06/2010 | Йоганнесбург           | Аргентина  | 4 – 1                 | Південна Корея       | ЧС 2010 - 1-й етап              | -    |          |
| 22/06/2010 | Полокване              | Греція     | 0 – 2                 | Аргентина            | ЧС 2010 - 1-й етап              | -    |          |
| 27/06/2010 | Йоганнесбург           | Аргентина  | 3 – 1                 | Мексика              | ЧС 2010 - 1/8 фіналу            | -    |          |
| 30/06/2010 | Кейптаун               | Німеччина  | 4 – 0                 | Аргентина            | ЧС 2010 - чвертьфінал           | -    |          |
| 11/08/2010 | Дублін                 | Ірландія   | 0 – 1                 | Аргентина            | товариський матч                | -    |          |
| 27/03/2011 | Нью-Джерсі             | США        | 1 – 1                 | Аргентина            | товариський матч                | -    |          |
| 20/06/2011 | Буенос-Айрес           | Аргентина  | 4 – 0                 | Албанія              | товариський матч                | -    |          |
| 01/07/2011 | Ла-Плата               | Аргентина  | 1 – 1                 | Болівія              | Копа Америка 2011 - 1-й етап    | -    |          |
| 06/07/2011 | Санта-Фе               | Аргентина  | 0 – 0                 | Колумбія             | Копа Америка 2011 - 1-й етап    | -    |          |
| 11/07/2011 | Кордова                | Аргентина  | 3 – 0                 | Коста-Рика           | Копа Америка 2011 - 1-й етап    | -    |          |
| 16/07/2011 | Санта-Фе               | Аргентина  | 1 – 1 д.ч. (4-5 п.п.) | Уругвай              | Копа Америка 2011 - чвертьфінал | -    |          |
| 06/09/2011 | Дакка                  | Аргентина  | 3 – 1                 | Нігерія              | товариський матч                | -    |          |
| 18/10/2011 | Буенос-Айрес           | Аргентина  | 4 – 1                 | Чилі                 | Відбір до ЧС 2014               | -    |          |
| 12/10/2011 | Пуерто-ла-Крус         | Венесуела  | 1 – 0                 | Аргентина            | Відбір до ЧС 2014               | -    |          |
| 11/11/2011 | Буенос-Айрес           | Аргентина  | 1 – 1                 | Болівія              | Відбір до ЧС 2014               | -    |          |
| 15/11/2011 | Барранкілья            | Колумбія   | 1 – 2                 | Аргентина            | Відбір до ЧС 2014               | -    |          |
| Усього     |                        | Матчів     | 43                    |                      | Голів                           | 2    |          |

## Досягнення

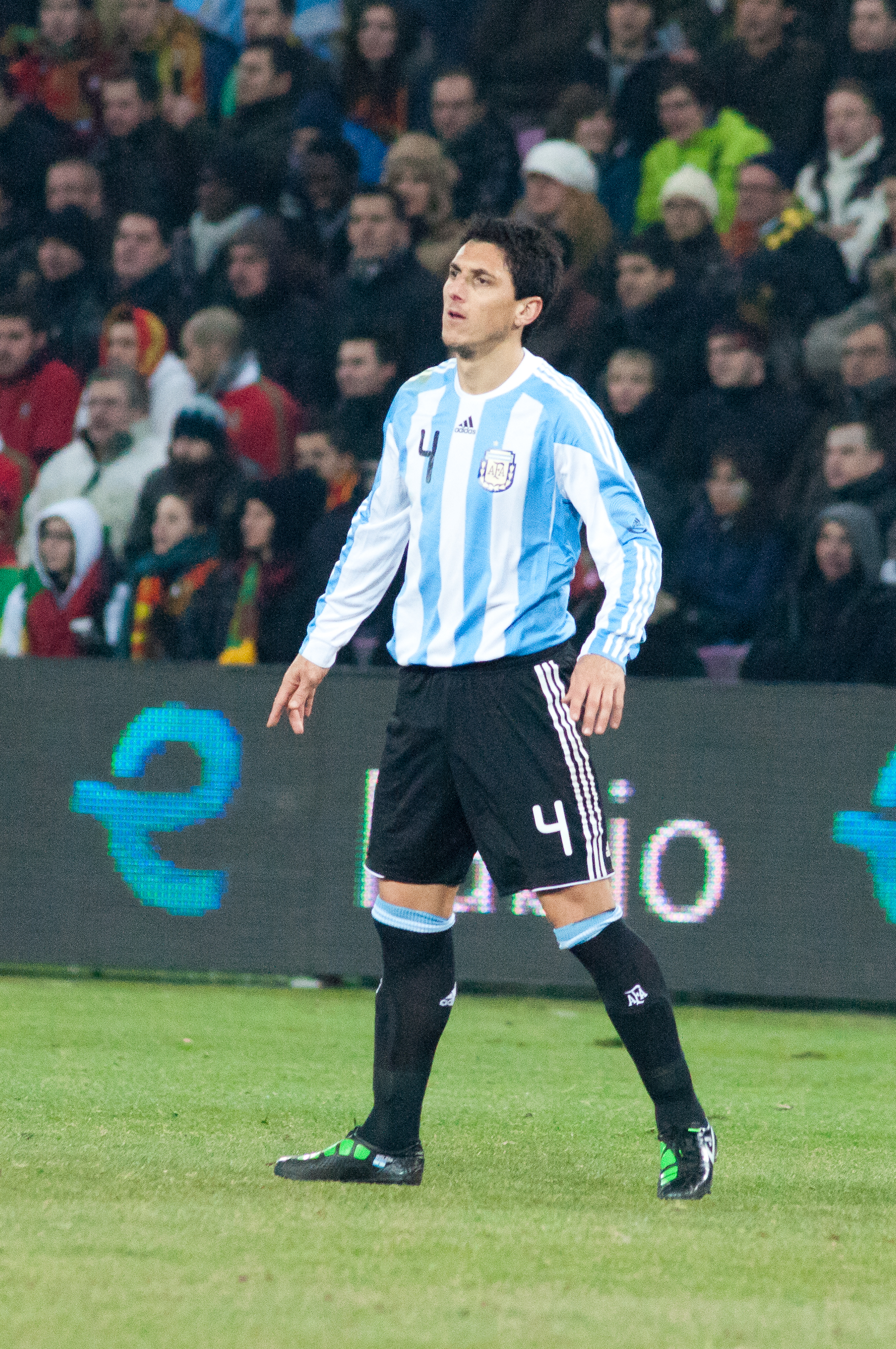
Ніколас Бурдіссо у складі збірної Аргентини (9 лютого 2011)

### Командні
- Чемпіон Аргентини:

«Бока Хуніорс»: Апертура 2000, Апертура 2003
- Володар Кубка Італії:

«Інтернаціонале»: 2004-05, 2005-06
- Володар Суперкубка Італії:

«Інтернаціонале»: 2005, 2006, 2008, 2010
- Чемпіон Італії:

«Інтернаціонале»: 2005-06, 2006-07, 2007-08, 2008-09
- Володар Кубка Лібертадорес:

«Бока Хуніорс»: 2000, 2001, 2003
- Володар Міжконтинентального кубка:

«Бока Хуніорс»: 2000, 2003
- Молодіжний чемпіон світу:

Аргентини U-20: 2001
- Олімпійський чемпіон:

Аргентина U-23: 2004
- Срібний призер Кубка Америки: 2007

### Особисті
- Найкращий бомбардир Кубка Італії (1):

«Інтернаціонале»: 2006-07 (4 голи)